# Алава (народ)
Алава (англ. Alawa) — коренной австралийский народ, проживающий в Арнем-Ленд, на севере Северной территории, в Австралии. Пригород Алава на севере Дарвина назван в честь этого народа.
Племя алава, как и многие другие племена в регионе реки Ропер, были истреблены в рамках политики истребления в начале XX века.

## Язык
Язык алава не принадлежит к Пама-ньюнгским языкам. По классификации Джеффри Хиза, язык, вместе с марра и варндаранг, принадлежит к другой подгруппе, однако сейчас это оспаривается.
По данным Ethnologue 1991 года, на языке говорили всего 18 человек. К 2013 году это число уменьшилось до 12.
Большинство носителей языка — взрослые. Большинство алава говорят на австралийском креольском. Сейчас есть попытки возрождения языка в школах города Миньерри.

## Государство
Традиционная территория народа составляет ок. 4100 кв. км и простирается от южных притоков реки Ропер вверх по течению от устья реки Ходжсон (англ. Hodgson River) к западу до долины Ропер (англ. Roper valley), на юге до горы Маллер (англ. Mount Mueller) и реки Арнольд.

## Культура
Традиционный образ жизни алавы заключался в добыче и охоте на богатые продовольственные ресурсы, обеспечиваемые их землей, на разнообразные виды черепах, уток, крокодилов и рыб. У народа существует техника хранения еды на долгий период. В 1922 году была обнаружена пещера-убежище, хорошо укомплектованная зарытыми запасами семян водяных лилий и корни, которые сначала были высушены, затем потёрты красной охрой, а затем завёрнуты и упакованы в бумажные листы.